# Cyanistes
Cyanistes là một chi chim trong họ Paridae.

## Hình ảnh

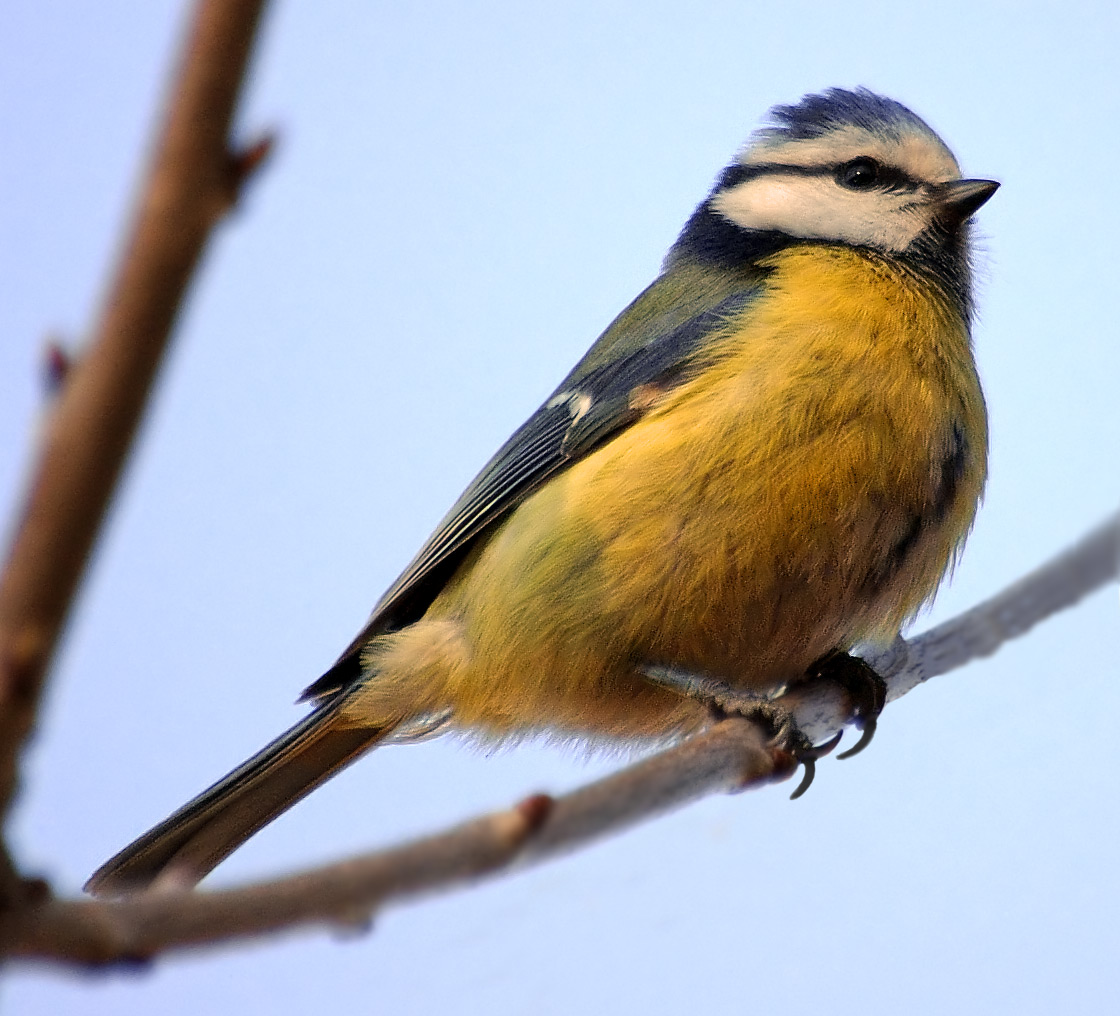
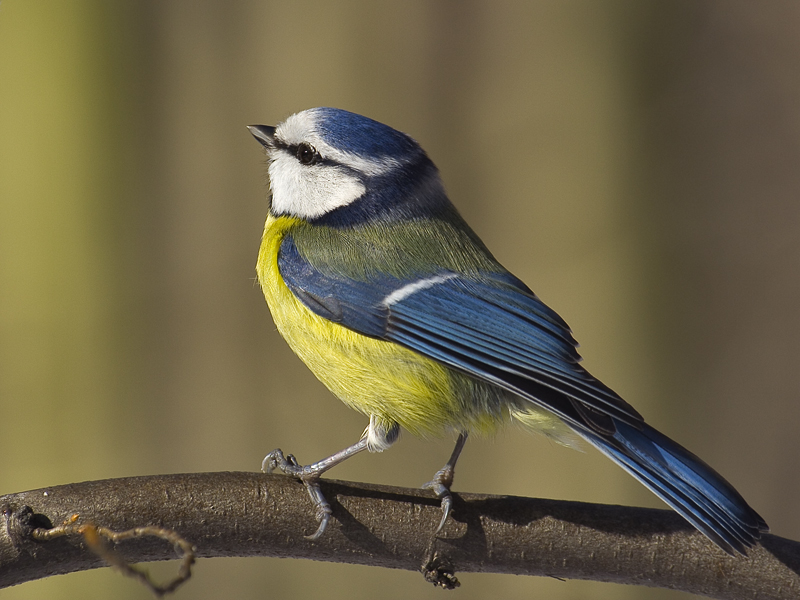
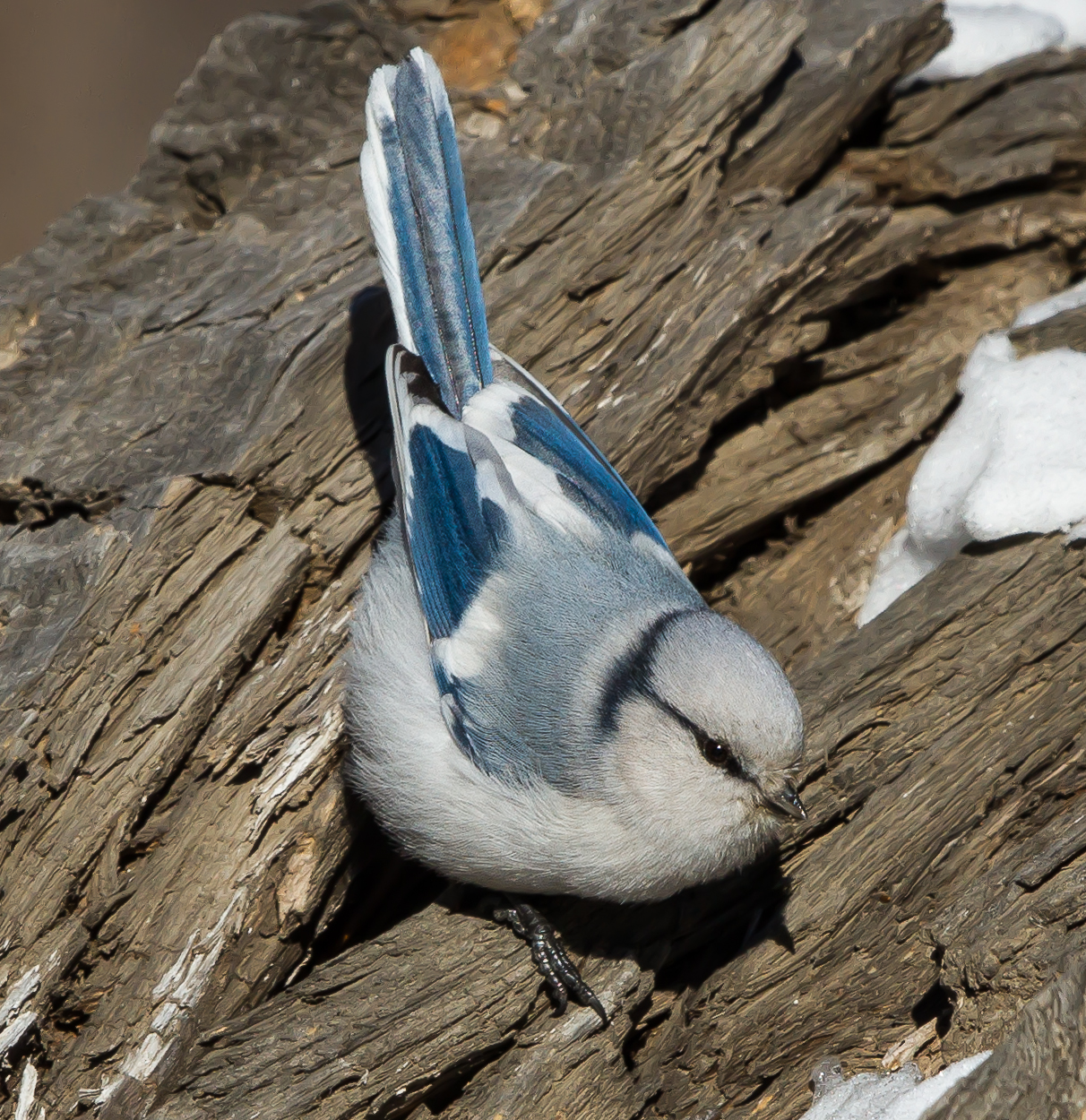

## Các loài
| Hình ảnh | Tên khoa học         | Tên thông dụng | Phân bổ                                                 |
| -------- | -------------------- | -------------- | ------------------------------------------------------- |
|          | Cyanistes caeruleus  |                | Châu Âu                                                 |
|          | Cyanistes teneriffae |                | Bắc Phi và quần đảo Canary                              |
|          | Cyanistes cyanus     |                | Nga, Trung Á, Tây Bắc Trugn Quốc, Mãn Châu và Pakistan. |